# لارن
لارن (به انگلیسی: Laugharne، تلفظ: ‎/ˈlɑːrn/‎) یک شهرک در ولز است که در کارمارتنشر واقع شده‌است. این شهرک در سال سرشماری ۲۰۱۱ میلادی ۱۲۲۲ نفر جمعیت داشته است.